# 網路電腦
網路電腦（Network Computer）是指几乎只通过網路（包括以太网的局域网或互联网）完成操作的轻量级计算机。它有自己的中央处理器和随机存储记忆体，没有如硬盘等的辅助存储器（Secondary Storage），通过计算机网络启动，并在本地运行应用程序。这类网路计算机和计算机终端不同，它不是应用程序服务器的一个客户端。
20世纪90年代，部分评论员和业界巨擎如Larry Ellison和甲骨文公司（Oracle Corporation）预言，网路计算机将在不远的将来取代台式机，而用户将通过网络运行应用程序，而无需把应用程序拷贝至本机。
时至今日，这个预言尚未实现。正如個人電腦並未取代大型電腦一般，網路電腦也不會取代個人電腦。這新科技在特定的場合提供了一個更合適的替代方案，也可透過开放式标准與早已建立的系統並存.

## 网络电脑与计算机终端機的异同
尽管网络电脑总常常被称作「瘦客户端」，但是现今这个称呼更为普遍地指那些不执行本地处理的系统。 常见的瘦客户端有VT100和X终端。「瘦客户端」也可以指应用程序，特别是在万维网上的应用程序，这种情况下，服务器将执行全部的数据处理，用户则通过浏览器于服务器实现通信。如今的网络电脑已经因本地处理和一般概念上的瘦客户端区分开来了。
以前的哑终端(VT100、X)需要远程文件服务器和远程中央处理设备，而网路电脑则可以既降低成本，又维持中央计算的便宜维护方式。在许多的大学和数据中心里，公共计算机均按网络电脑配置，应用程序和电子邮件保存在远程服务器上，而在本机执行操作。
|              | 计算机终端 | 网络电脑 | 个人计算机 |
| 本地硬盘     | 否         | 否       | 是         |
| 本地日常处理 | 否         | 是       | 是         |
| 输入/输出    | 是         | 是       | 是         |

## 网路电脑的过去与现状
网路电脑的大规模影响并没有如Larry Ellison所预计那样发生，其原因可大概分为以下几个部分。首先，网路电脑的概念远走在时间的前面。1996年网路电脑的首发时，典型的家庭里英特网是通过调制解调器拨号连接的。常见的每秒28.8千比特的速度远不够用作传输可执行内容。
万维网直至1998年的突破前，亦未被业界看好。在此之前，仅有极少数的英特网服务提供商在主流媒体里做过广告。人们对英特网和万维网的概念相当有限。因此网络电脑常被视作一个缺乏靓丽外表的无用设备。
由于网路电脑的失败，原价低于400美金的廉价设备，常以更低价出现在在线拍卖如eBay上。特别是Acorn NetStation和升阳JavaStation的设备，只需原价的一小部分，即可获得原装产品。
2005年，麻省理工學院对外宣告启动了「百元美金膝上电脑计划」，该计划所生产的电脑主要面向第三世界国家。根据相应计划的网站资料提供，这种膝上电脑以网路电脑的理念为基础，支持本地处理，但只提供最少的本地存储。它将依赖于网络基础设施，却无需大量的集中计算资源。

## 網路電腦標準（NC Standards）
所有的網路電腦都必須具備與合乎網路電腦標準（NC Standards），標準的內容包括：支援超文本标记语言（HTML）、爪哇虚拟机（JVM）、超文本传输协议（HTTP）、JPEG。此外許多網路電腦在運作上是透過如BOOTP、动态主机配置协议（DHCP）、反向地址转换协议（RARP）以及网络文件系统（NFS）等通訊协议來達成。

## 网路计算机系统

### Acorn電腦公司
Oracle公司在提出網路電腦概念後，隨即也最先展示實現此概念的示範性實機，該機實際上是由Acorn電腦公司的索非·威爾森所設計，此後該公司改名成Element 14公司，並在2000年11月被Broadcom公司所收併。
這部實現機採行ARM架構處理器及RISC OS作業系統，並且還有一套NCOS模組資料庫。此外NetStation有兩個版本，一種是家用，家用版一端連接數據機、一端連接電視；另一種是商用/校用，商用/校用版一端接乙太網路、一端接電腦用的VGA顯示器。

### NetProducts公司的NetStation
NChannel是一家英國公司，其業務主要是在英國當地提供網路網路連線服務（即是家ISP業者）以及提供消費性硬體（裝置、設備），第一代的NetStation設計及NetStation註冊商標即是由該公司所提創，之後公司一分為二，NetChannel公司負責原有的ISP業務，NetProducts公司則負責消費性硬體。
之後NetProducts公司與艾康電腦合作發展新一代的NetStation產品，稱為NetStation II，同時NetProducts也與Apple電腦公司一同發展專用於電子信件收發的視訊機上盒（TVemail），不過這兩項技術合作研發專案都尚未完成NetProducts公司就在1998年自行停營。

### 昇陽電腦的爪哇站（JavaStation）
昇陽電腦開發了名為JavaStation（爪哇站）的網路電腦，在硬體方面使用SPARC架構，在作業系統方面使用JavaOS（爪哇作業系統），起初的機型與昇陽電腦過往的UNIX工作站有某種程度的相似。

### RCA公司的網路電腦
據知RCA公司也有研發自己的網路電腦，但除此之外少有更多的相關消息。

### IBM公司的網路工作站（Network Station）
IBM公司也有發展數款NC（網路電腦）應用機，如同之後的參考設計，IBM的NC：Network Station（翻譯成：網路工作站）使用一套NetBSD型的嵌入式作業系統：NCOS，運用這套作業系統的功效機能，位在區域網路（LAN）後端的IBM AS/400電腦或IBM PC伺服器能夠以遙控方式對前端的網路工作站進行開機。此外IBM Network Station也之原近端、本機端的執行，但只能執行一些基礎性的應用程式，例如网页浏览器、控制台程式等，除此之外也具備UNIX上常用的X的功效機能，如此即可在同一部Network Station上以本機方式或遙控方式來執行應用程式。不過Network Station在實際的程式應用執行上不如硬體式X終端機來的理想。
另外，IBM Network Station在機內設計上採行PowerPC架構，不過最後的幾款機種卻是用Intel公司的Pentium處理器。

### 蘋果電腦的互動電視/機上盒（ITV/STB），Model#M4120
蘋果電腦的互動電視（Interactive TeleVision，ITV）十足神秘，早期的原型品是以LC 475型的硬體維基處進行實測驗證，並在1995年波士頓舉行的MacWorld Expo盛會中亮相，不過最後這個產品還是沒能出貨，後續也沒有對此產品給予更大的承諾，就連過去在運作技術上是如何設計，也都一直守密而沒有一般性的公開。在此之後蘋果電腦將過去研發網路電腦的心力轉向研製iMac，並使iMac發表上市。
- 關於蘋果電腦互動電視（Apple ITV）的一些資訊（英文）
- Apple ITV的前視圖
- Apple ITV的後視圖

## 相似技术
苹果电脑公司有一个称作NetBoot的技术，它可以让New World Mac从网络启动。NetBoot技术现在捆绑于Mac OS X Server销售。
此外，许多Unix系统也允许网络启动和无盘操作。这些都基于原来的网路计算机系统。BOOTP，反向地址转换协议, 动态主机配置协议和网络文件系统是主要的网络端配置协议。